# Ámosz Oz
Ámosz Oz (Jeruzsálem, 1939. május 4. – Tel-Aviv, 2018. december 28.) eredeti nevén Amos Klausner, izraeli író és újságíró, a Békét most mozgalom egyik alapítója, a legtöbb nyelvre lefordított héber nyelven alkotó író.

## Élete
Ámosz Klausner (később Oz) 1939-ben született Jeruzsálemben és az Amos utca 18. sz. házban nőtt fel, a Kerem Avraham kerület szomszédságában.
Szülei Fania (Mussman) és Jehuda Arje Klausner, akik az angol fennhatóság alatt álló Palesztinába vándoroltak be, és a jeruzsálemi Héber Egyetemen találkoztak. Apja családja Litvániából származott, ahol állattenyésztéssel és növénytermesztéssel foglalkoztak Vilnius közelében. Apja történelmet és irodalmat tanult Vilniusban (ami akkor Lengyelországhoz tartozott) és az összehasonlító irodalom tanárának készült, de sosem sikerült egyetemi katedrát kapnia; egész életében könyvtárosként dolgozott a Zsidó Nemzeti és Egyetemi Könyvtárban.
Oz anyja a lengyelországi Rivnéből származott (ami ma Ukrajnához tartozik). Egy gazdag malomtulajdonos nagyon érzékeny és művelt lánya volt, aki a prágai Károly Egyetemen tanult történelmet és filozófiát. Tanulmányait azonban meg kellett szakítania, amikor apja a nagy gazdasági világválság idején tönkrement.
Oz szülei több nyelven is beszéltek (apja állítása szerint 16-17 nyelven tudott, anyja négy vagy öt nyelven beszélt, de hét vagy nyolc nyelven olvasott), de sosem tanultak meg tökéletesen héberül. Egymás között lengyelül beszéltek, de Oznak csakis héberül kellett megtanulnia.
Oz családjának számos tagja jobboldali revizionista cionista volt. Apja nagybátyja, Josef Klausner a jeruzsálemi Héber Egyetemen a héber irodalom tanszék vezetője, a Herut párt elnökjelöltje volt Chaim Weizmann ellenében.
Oz és családja nem volt vallásos, Oz azonban a Tachkemoni vallási iskolába járt, mivel ez volt az egyetlen lehetőség egy szocialista beállítottságú iskola mellett, ami a munkásmozgalomhoz csatlakozott, és amit a család erősen ellenzett. Oz Zelda költőt jelöli meg mint egyik tanítóját. A Tachkemoni iskola után a rehaviai gimnáziumba járt.
Anyja, aki súlyos depresszióban szenvedett, öngyilkosságot követett el, amikor Oz 12 éves volt. Később ezt az eseményt Szeretetről, sötétségről c. könyvében idézte fel.
Két évvel anyja halála után, 14 éves korában elhagyta otthonát és a Hulda kibuchoz csatlakozott. A Hulda család befogadta őt és ekkor változtatta meg vezetéknevét Oz-ra, ami héberül „bátorságot” jelent. Arra a kérdésre, hogy miért nem inkább Tel-Avivba ment, később azt felelte: „Tel-Aviv nem volt elég radikális, csak a kibuc volt elég radikális.” Saját szavai szerint „munkásnak csapnivaló … a kibucban nevetség tárgya volt”. Amikor Oz először kezdett el írni, a kibuc engedélyezett számára heti egy napot erre a munkára. Amikor Miháél, Miháél c. könyve bestseller lett, Oz azt a csípős megjegyzést tette, hogy ő „gazdasági ágazattá” vált és a kibuc három napot utalt ki számára. Az 1980-as években már négy napot kapott az írásra, kettőt tanításra, miközben szombatonként továbbra is pincérként tevékenykedett a kibuc étkezőjében.
Katonai szolgálatát a Nahal brigádban teljesítette, részt vett a szíriai határ mentén kialakult összetűzésekben. Katonai szolgálatának befejezése után a kibuc a jeruzsálemi Héber Egyetemre küldte, hogy filozófiai és héber irodalmi tanulmányokat folytasson. 1963-ban szerezte meg diplomáját és mint irodalom- és filozófiatanár folytatta munkáját. Egy harckocsizó egység tagjaként részt vett a szuezi harcokban a hatnapos háborúban és a Golán-fennsíkon folyó harcokban a Jom kippuri háborúban.
Oz 1960-ban feleségül vette Nily Zuckermant, három gyermekük született. A család a Hulda kibucban élt, egészen 1986-ig, amikor asztmás Daniel fiúk kedvéért Aradba költöztek a Negev-sivatagba. Legidősebb lányuk, Fania Oz-Salzberger történelmet tanít a Haifai Egyetemen. Ámosz Oz 2018. december 28-án halt meg rákbetegség következtében.

## Magyarul megjelent művei
- Miháél, Miháél. Regény; ford. Molnár Eszter; Európa, Bp., 1985 (Femina) ISBN 963-07-4160-1
- Keresztül-kasul Izrael országában 1982 őszén; ford., utószó Jólesz László(wd); Európa, Bp., 1988 (Modern könyvtár) ISBN 963-07-4776-6
- A Gonosz Tanács hegye / Léví úr / Sóvárgás. Három kisregény; ford. Szilágyi Tibor; Európa, Bp., 1989 ISBN 963-07-4938-6
- Fekete doboz. Regény; ford. Ács Gábor; Ab Ovo, Bp., 1994 ISBN 963-7853-17-0
- Félálom. Regény; ford. Rajki András; Ab Ovo, Bp., 1995 ISBN 963-7853-42-1
- Szeretetről, sötétségről; ford. Szántó Judit; Európa, Bp., 2006 (visszaemlékezés) ISBN 978-963-07-8958-5
- Hirtelen az erdő mélyén; ford. Stöckl Judit; Európa, Bp., 2007 (mese) ISBN 978-963-07-8340-8
- Hogyan gyógyítsuk a fanatikust; ford. Pék Zoltán; Európa, Bp., 2007 (esszé) ISBN 978-963-07-8341-5
- Rímek életre, halálra; ford. Stöckl Judit; Európa, Bp., 2010 ISBN 978-963-07-8911-0
- Tel-ilani történetek; ford. Rajki András; Európa, Bp., 2011 ISBN 978-963-07-9145-8
- Párduc a pincében; ford. Rajki András; Európa, Bp., 2011 ISBN 978-963-07-9276-9
- Barátok között; ford. Szilágyi Erzsébet; Európa, Bp., 2014
- Júdás; ford. Rajki András; Európa, Bp., 2016 ISBN 978-963-40-5251-7
- Ámosz Oz–Fania Oz-Salzbergerː Zsidók és szavak; ford. Szántó Judit; Európa, Bp., 2017
- Kedves fanatikusok! Levelek egy megosztott földről; ford. Pék Zoltán; Európa, Bp., 2020

## Díjai (válogatás)
- Brenner-díj (1976)
- Bialik-díj (1986)
- Femina-díj – külföldi regény kategória (Prix Femina Étranger, 1988)
- A német könyvszakma békedíja (1992)
- francia Becsületrend (1997)
- Izrael-díj (1998)
- Ovidius-díj (2004)
- Frankfurti Goethe-díj (2005)
- JQ Wingate Irodalmi Díj (2005)
- Asztúria Hercege-díj – irodalom kategória (2007)
- Dan David-díj (2008)[3]
- Heinrich Heine-díj (2008)[4]
- Budapest-nagydíj (2010)[5]
- Franz Kafka-díj (2013)[6]

## Fordítás
- Ez a szócikk részben vagy egészben  az   Amos Oz című angol Wikipédia-szócikk fordításán alapul.  Az eredeti cikk szerkesztőit annak laptörténete sorolja fel. Ez a jelzés csupán a megfogalmazás eredetét és a szerzői jogokat jelzi, nem szolgál a cikkben szereplő információk forrásmegjelöléseként.